# Iara Iavelberg
Iara Iavelberg (São Paulo, 7 de maio de 1944 – Salvador, 20 de agosto de 1971) foi uma militante marxista, integrante da luta armada contra a ditadura militar brasileira. Psicóloga e professora, depois de entrar na luta contra o regime militar, primeiro integrando a Organização Revolucionária Marxista Política Operária (Polop) e depois o Movimento Revolucionário 8 de Outubro (MR-8), tornou-se companheira do ex-capitão do exército Carlos Lamarca, um dos principais líderes da oposição armada ao governo militar no Brasil, até morrer num cerco de agentes de segurança em Salvador, Bahia, em agosto de 1971. Foi um dos casos investigados pela Comissão da Verdade, que apura mortes e desaparecimentos na ditadura militar brasileira.

## Biografia
Filha de David e Eva Iavelberg, Iara nasceu numa rica família judia paulistana, tendo avós maternos húngaros e paternos romenos. Ingressou na Universidade de São Paulo (USP) em 1964, junto com o irmão Samuel, aprovados no vestibular daquele ano. Iara casou-se muito cedo, com 16 anos em uma cerimônia tipicamente judaica. O casamento, com um médico, durou apenas três anos e ela deixou a relação para entrar na militância política. Separada, e mal entrada nos vinte anos, virou adepta do amor livre, moda na época, e entre um de seus casos esteve o líder estudantil José Dirceu. Alta, bonita, de olhos claros e corpo bem cuidado, virou a musa da intelectualidade estudantil paulista de esquerda ao meio da década de 1960. Destemida e vaidosa, nos seus tempos de clandestinidade era capaz de sair de um "aparelho" para cortar os cabelos nos melhores salões de Ipanema, no Rio de Janeiro.
Iara chegou ao Marxismo através do movimento estudantil e, militando no MR-8, conheceu Carlos Lamarca, comandante da Vanguarda Popular Revolucionária (VPR) em abril de 1969, dois meses depois de ele desertar do exército. A paixão entre a filha de milionários paulistas que tornou-se socialista e o filho de sapateiro carioca, capitão desertor do exército brasileiro e um líder da luta armada, foi fulminante. O casal era um dos mais procurados pela ditadura militar, inclusive com fotos espalhadas por todo o país. Os dois foram viver juntos e passaram dez meses escondidos em 'aparelhos' pelo país. Uma das companhias do casal nestes esconderijos e que testemunhou de perto a relação dos dois, foi a guerrilheira '"Vanda", da VPR, codinome de Dilma Roussef, décadas depois a primeira mulher presidente do Brasil.

Caçados pelo governo, Iara e Lamarca (fila de cima) aparecem em cartazes de 'Terroristas Procurados' por todo o Brasil

Em 1970, começaram treinamento militar no Vale do Ribeira - onde Iara deu aulas teóricas de marxismo aos guerrilheiros. Neste ano, em 7 de dezembro, Lamarca liderou o sequestro do embaixador suíço Giovanni Bucher, no Rio de Janeiro, em troca da libertação de 70 presos políticos. Nos primeiros meses de 1971, a maioria das organizações de esquerda já estava desarticulada e semidestruída, e os restos da Vanguarda Popular Revolucionária (VPR) juntaram-se ao MR-8. Na nova organização, Iara, intelectual, teve um cargo de cúpula, e Lamarca, considerado mais despreparado pela nova direção, foi rebaixado a militante de base enviado para o interior da Bahia, enquanto a mulher deveria se estabelecer em Salvador.
A viagem de Iara e Carlos Lamarca do Rio de Janeiro para a Bahia, em junho de 1971, foi a última vez em que estiveram juntos, antes da morte de ambos.

Em Salvador, Iara morava em um apartamento junto do também militante Félix Escobar Sobrinho, um homem 20 anos mais velho que ela, para que se passassem por pai e filha. A guerrilheira enviou uma carta a Lamarca explicando a situação e pedindo que fosse "pulso firme" com os demais companheiros para que o respeitassem. Em resposta, Lamarca escreveu um diário a Iara. O documento foi escrito entre 8 de julho e 16 de agosto de 1971, havendo 39 trechos, um para cada dia. Em seu diário, além de trechos marxistas e remetendo à Revolução da esquerda, mostrando sua forte liderança e manutenção dos ideais da esquerda, Lamarca demonstrava seu profundo amor por Iara.
"– Neguinha, a fôrça da coletivização é espantosa, fico a imaginar uma fazenda coletiva – e me babo só de pensar! (A ortografia original foi mantida)"
"– Sonhei com você. Acordei num misto de alegria e tristeza – compreendi que te desejava. (…) Sinto-me ôco. Esse estado não posso superar, o que posso fazer? No fim, um cocô atolado."
"– Uma coisa é absoluta, inexorável – você é minha mulher – e isso é o que de mais lindo me aconteceu na vida. Se é antidialético crêr no absoluto, no eterno, eis-me, nesse caso um antidialético ferrenho. Saudade imensa, muito amor; seu só teu."

## Morte
As causas e até a data de sua morte permanecem envoltas em mistério. De acordo com o relatório da Operação Pajussara (que teve a participação de mais de 200 policiais e que visava capturar Lamarca) Iara teria se matado com um tiro em um apartamento em Pitituba (Salvador-BA), em 19 de agosto de 1971. Segundo o relatório, ela teria tomado essa atitude sob efeito de gás lacrimogênio para evitar que fosse presa pelos agentes militares e policiais na operação do CODI/06, que visava "estourar" o aparelho em que ela estava.
O jornalista Elio Gaspari, em seu livro As Ilusões Armadas, A Ditadura Escancarada (2002), relata em detalhes o que seriam os momentos de cerco e morte de Iara por suicídio. Ela e Lamarca fugiram para a Bahia em julho de 1971, após o sequestro do embaixador Bucher e a desarticulação da organização guerrilheira. Iara (codinome "Clara") separou-se dele em Feira de Santana, depois indo para Salvador, enquanto Lamarca seguia para o interior baiano.
Com a prisão de um dos integrantes da organização na capital baiana, sabedor do paradeiro do casal e que, após duas semanas de tortura, passou informações à repressão, na manhã de 20 de agosto dezenas de agentes dirigiram-se a um prédio na rua Minas Gerais, em Pituba, onde esperavam encontrar Lamarca. Lá, quem estava era Iara. O prédio e o apartamento indicados, 201, foram envolvidos por bombas de gás lacrimogêneo e após a invasão, dele saíram os policiais com três presos, uma empregada e dois menores.
Um menino morador do apartamento vizinho, porém, quando os policiais se retiravam, descobriu Iara agachada, de arma na mão, no vão entre os dois apartamentos, e chamou a policia de volta. Encurralada num quarto cheio de gás lacrimogêneo, ela teria se matado com um tiro que trespassou o coração e o pulmão. O cadáver foi levado ao IML de Salvador e somente algumas horas depois descobriu-se que aquela era a mulher de Carlos Lamarca. Seu corpo foi deixado por mais de um mês numa gaveta do necrotério, como isca para Lamarca. Nilda Cunha, a adolescente secundarista de 17 anos capturada na batida ao apartamento, era integrante do MR-8 e lá morava com o namorado, também militante, até receber ordens da direção da organização para hospedar Iara. Torturada pelos militares num quartel e obrigada a tocar no cadáver da guerrilheira, Nilda enlouqueceu, teve cegueira e foi internada várias vezes, morrendo numa de suas crises, com um prosaico "edema cerebral a esclarecer" em seu atestado de óbito. Meses depois, sua mãe, Esmeraldina Cunha, suicidou-se, enforcando-se com o fio de uma máquina de calcular elétrica.
A certidão de óbito de Iara, assinada pelo legista Dr. Charles Pittex, oficializa a morte da militante em 20 de agosto de 1971. O corpo foi entregue à família apenas um mês após a sua morte, em caixão lacrado, com a proibição explícita de que fosse aberto.  Iara foi enterrada no Cemitério Israelita de São Paulo, em um local destinado apenas a suicidas, e com os pés voltados para a lápide (posição que simboliza desonra no judaísmo).  Carlos Lamarca morreu menos de um mês depois, em 17 de setembro, em Pintada, no sertão da Bahia.  Os irmãos Samuel e Raul, também militantes, estavam exilados no Chile e apenas voltaram para o Brasil depois da Anistia, em 1979.

## Exumação
Em 1998, a família de Iara começou uma batalha judicial contra o Estado, solicitando a exumação do corpo da guerrilheira com a intenção de investigar as causas de sua morte. A investigação foi liderada pelo professor da Universidade de São Paulo (USP), Daniel Muñoz. O especialista em medicina legal concluiu então que, na verdade, o tiro mortal de Iara foi disparado de uma longa distância, descartando a hipótese de suicídio.
Em 2003, após anos de negativas, através de um mandado judicial do Tribunal de Justiça do Estado de São Paulo, os familiares de Iara, inconformados com a versão oficial da morte por suicídio, conseguiram que a Federação Israelita de São Paulo fizesse a exumação do corpo da ex-guerrilheira, que havia sido entregue à família em caixão lacrado. Os restos mortais puderam, mais de trinta anos depois, ser removidos da ala de suicidas para perto do túmulo de seus pais, em outra área do cemitério judaico.

## Homenagens
O Instituto de Psicologia da Universidade de São Paulo prestou uma homenagem à antiga aluna e deu seu nome ao centro acadêmico, passando a ser chamado Centro Acadêmico Iara Iavelberg. O Centro Acadêmico de Psicologia da Universidade Federal de Juiz de Fora (UFJF) também traz o seu nome. Seu nome também batiza uma praça no bairro de Bangu, na cidade do Rio de Janeiro, e outra no bairro de Pirituba, na cidade de São Paulo.
A jornalista Judith Lieblich Patarra escreveu Iara: Reportagem Biográfica, um livro de 1992, que narra — em 521 páginas — a trajetória de militância de Iara Iavelberg.
No filme Lamarca, de 1994, dirigido por Sérgio Rezende e baseado no livro biográfico de Emiliano José e Miranda Oldack, Lamarca, o capitão da guerrilha, Iara é interpretada pela atriz Carla Camurati.
Em 2014 foi lançado o filme-documentário Em Busca de Iara, escrito e produzido por sua sobrinha, Mariana Pamplona.